# Rzuchów (województwo podkarpackie)
Rzuchów – wieś w Polsce położona w województwie podkarpackim, w powiecie leżajskim, w gminie Leżajsk. Leży nad Sanem.
W latach 1975–1998 miejscowość należała do województwa rzeszowskiego.

## Części wsi
| SIMC    | Nazwa       | Rodzaj    |
| ------- | ----------- | --------- |
| 0653989 | Wołczki     | część wsi |
| 0653995 | Wygon       | część wsi |
| 0654003 | Za Potokiem | część wsi |

## Historia
Wieś królewska Rzuchów (Villae capitaneatus lezaiscensis), położona była w 1589 roku w starostwie niegrodowym leżajskim w ziemi przemyskiej województwa ruskiego.
Przydatnym źródłem archiwalnym są regestra poborowe, które spisali poborcy podatkowi ziemi przemyskiej w latach: 1515, 1589, 1628, 1651, 1658, 1674.. W 1674 roku w Rzuchowie było 15 domów.
W miejscowości znajduje się niewielki cmentarz, na którym są pochowani zmarli w latach 1940–1946.
W 1905 roku w Rzuchowie została utworzona 1-klasowa szkoła. Podczas I wojny światowej został spalony zupełnie.

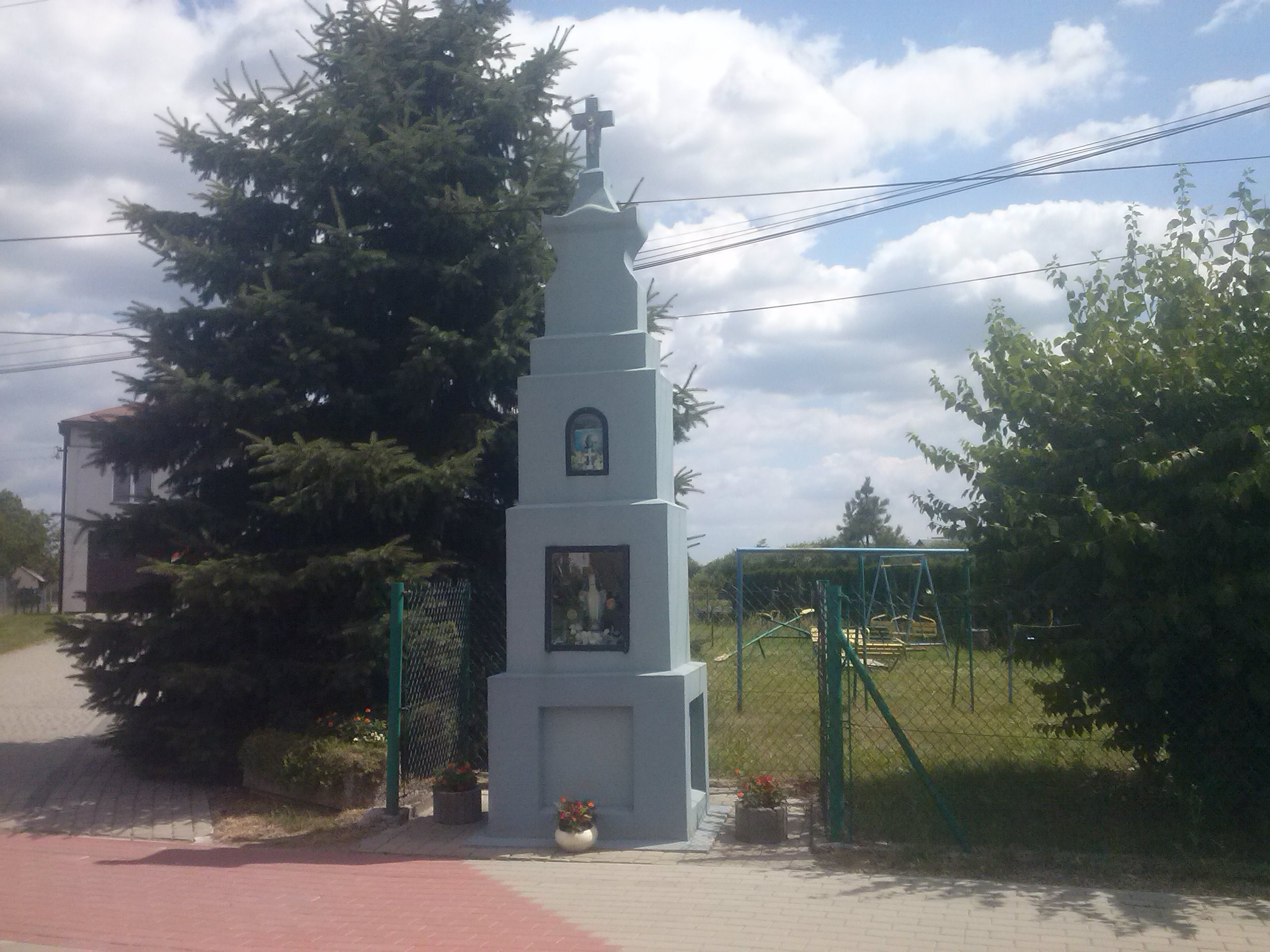
Pomnik Krzyża Świętego
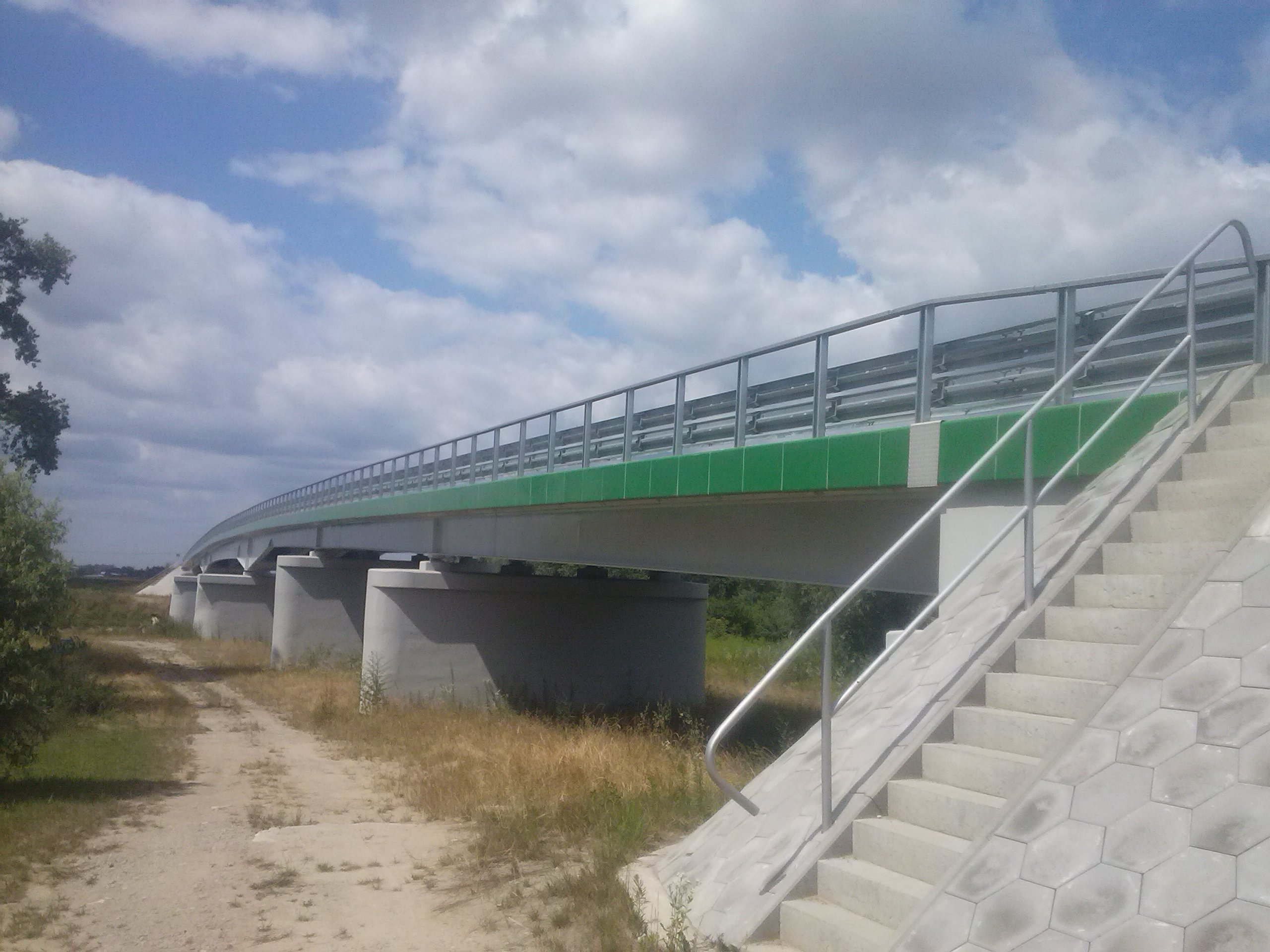
Most na Sanie
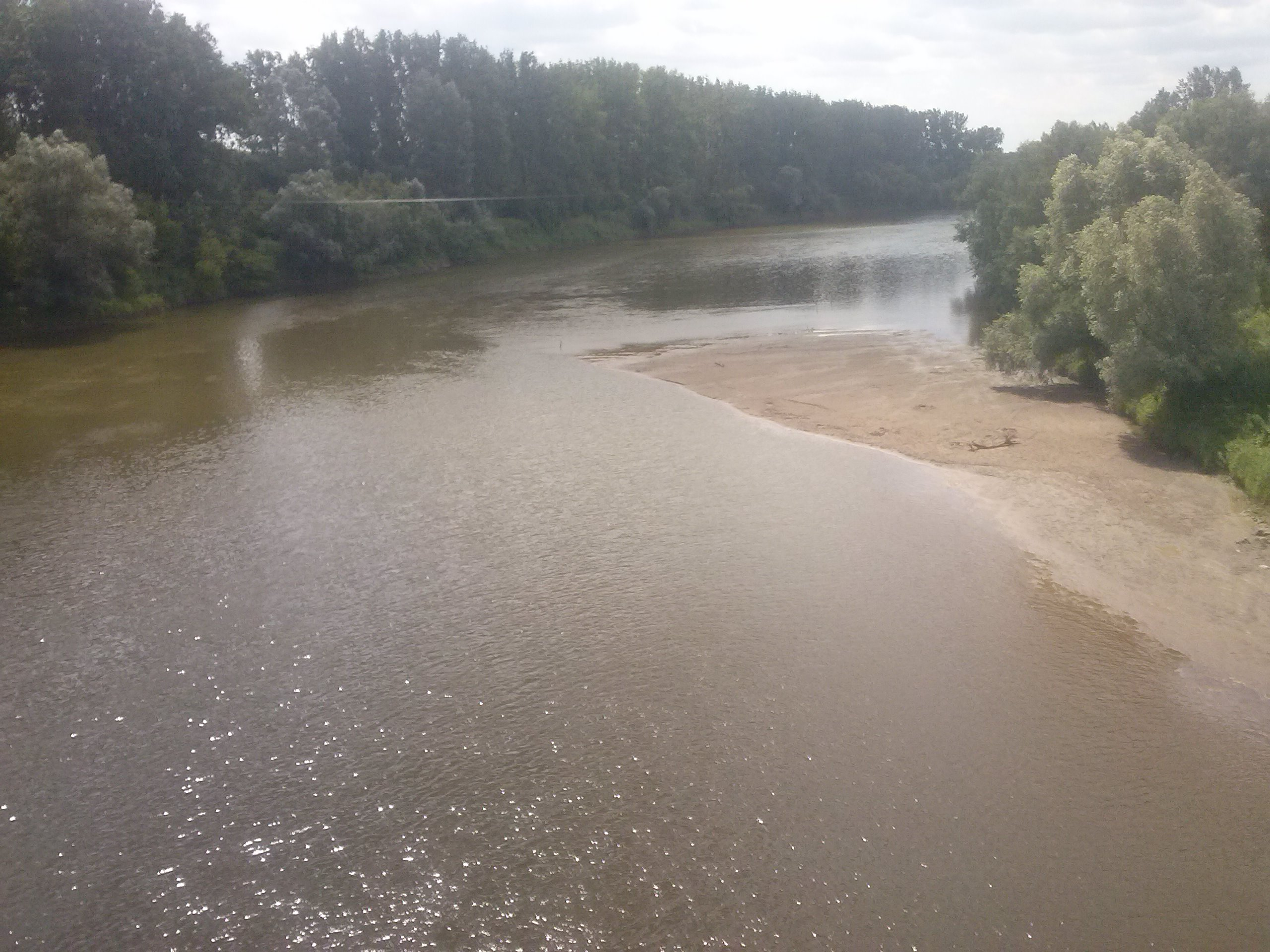
Widok z mostu